# Tabas
Tabas, oasi nel deserto, (farsi طبس) è il capoluogo dello shahrestān di Tabas, circoscrizione Centrale, nella provincia del Khorasan Meridionale in Iran. Aveva, nel 2006, una popolazione di 30.681 abitanti. Si trova nella parte orientale della provincia, vicino ai confini con il Razavi Khorasan di cui faceva precedentemente parte.
È proprio nel deserto nei pressi di Tabas che fallì, nel 1980, l'operazione Eagle Claw per il salvataggio degli ostaggi tenuti prigionieri nell'ambasciata di Teheran.
Il 16 settembre 1978 un forte terremoto (7.5 - 7.9 della scala Richter) colpì la città causando oltre 15.000 morti.